# Torneig Costa Brava
El Torneig Costa Brava és un torneig d'estiu amistós de futbol jugat a Catalunya, i que organitza el Girona Futbol Club.
El torneig va celebrar la seva primera edició l'any 1970, impulsat pel llavors president del club, Narcís Codina i Surós, i el va guanyar el San Lorenzo de Almagro.
Es disputa al Municipal de Montilivi (Girona), estadi de l'organitzador, durant la segona quinzena d'agost.
Amb el temps s'ha anat modificant el format de joc, jugant des d'un quadrangular, en el qual es disputaven dues semifinals i el partit final, més la trobada pel tercer i quart lloc, fins a una lligueta de 3 equips tots contra tots. No obstant això, des del 1986 el club va decidir escurçar la durada del torneig, disputant-se a partit únic.
El Torneig Costa Brava és el segon més antic de Catalunya per darrere del Gamper.

## Historial

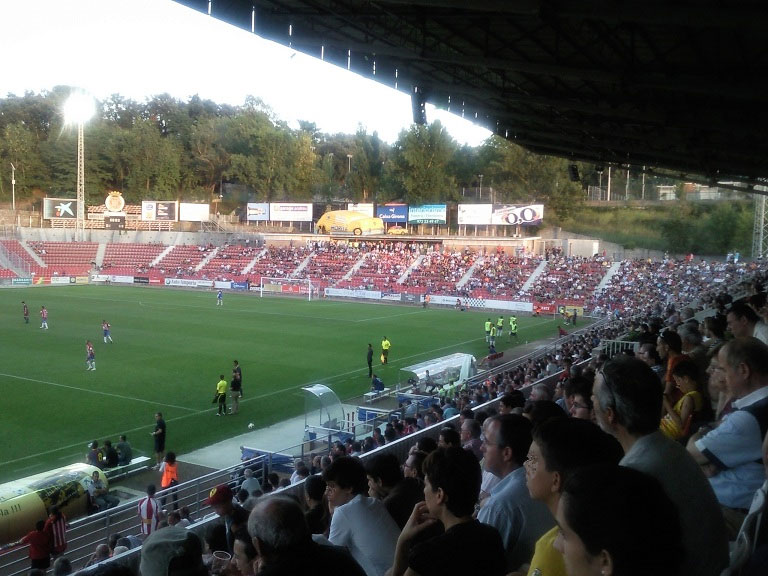
34a edició del torneig

| Edició i Finals | Edició i Finals | Edició i Finals                                  | Edició i Finals             | Edició i Finals    | Edició i Finals   |
| --------------- | --------------- | ------------------------------------------------ | --------------------------- | ------------------ | ----------------- |
| Any             | Edició          | Campió                                           | Subcampió                   | Tercer classificat | Quart classificat |
| 1970            | 1a              | San Lorenzo de Almagro                           | Borussia Neunkirchen        | RCD Espanyol       | València CF       |
| 1971            | 2a              | Granada CF                                       | RCD Espanyol                | Girona FC          | Córdoba CF        |
| 1972            | 3a              | FC Barcelona                                     | Nîmes Olympique             | Schalke 04         | Girona FC         |
| 1973            | 4a              | VfB Stuttgart                                    | Girona FC                   | Fulham FC          | UE Sant Andreu    |
| 1974            | 5a              | Girona FC                                        | UE Olot                     | Palamós CF         | UE Figueres       |
| 1975            | 6a              | Girona FC                                        | UE Figueres                 | AD Guíxols         | CF Lloret         |
| 1976            | 7a              | Elx CF                                           | Girona FC                   |                    |                   |
| 1977            | 8a              | CA Osasuna                                       | Girona FC                   | UE Figueres        | Palamós CF        |
| 1978            | 9a              | FC Barcelona                                     | Reial Betis                 | Girona FC          |                   |
| 1979            | 10a             | AZ'67                                            | Girona FC                   | Granada CF         |                   |
| 1980            | 11a             | Reial Societat                                   | Girona FC                   |                    |                   |
| 1981            | 12a             | UE Olot                                          | UE Figueres                 | Girona FC          | CF Lloret         |
| 1982            | 13a             | UE Olot                                          | Girona FC                   | Reial Saragossa    | CE Farners        |
| 1983            | 14a             | CD Banyoles                                      | Girona FC                   | CF Lloret          | Palamós CF        |
| 1984            | 15a             | Girona FC                                        | CD Banyoles                 | CF Badalona        | FC Andorra        |
| 1985            | 16a             | FC Barcelona B                                   | Girona FC                   | CD Banyoles        | CE L'Hospitalet   |
| 1986            | 17a             | UE Figueres                                      | Girona FC                   |                    |                   |
| 1987            | 18a             | Girona FC                                        | UE Figueres                 |                    |                   |
| 1988            | 19a             | Palamós CF                                       | Girona FC                   |                    |                   |
| 1989            | 20a             | UE Figueres                                      | Girona FC                   |                    |                   |
| 1990            | 21a             | Girona FC                                        | UE Figueres                 |                    |                   |
| 1991            | 22a             | Girona FC                                        | UE Figueres                 |                    |                   |
| 1992            | 23a             | Girona FC                                        | CSKA Moscou                 |                    |                   |
| 1993            | 24a             | Girona FC                                        | Selecció Olímpica d'Hongria |                    |                   |
| 1994            | 25a             | UE Lleida                                        | Girona FC                   |                    |                   |
| 1995            |                 | No es va disputar                                |                             |                    |                   |
| 1996            |                 | No es va disputar                                |                             |                    |                   |
| 1997            | 26a             | Girona FC                                        | CD Banyoles                 |                    |                   |
| 1998            | 27a             | CD Banyoles                                      | Girona FC                   | AEC Manlleu        |                   |
| 1999            | 28a             | Girona FC                                        | FC Barcelona B              |                    |                   |
| 2000            | 29a             | UE Figueres                                      | Girona FC                   |                    |                   |
| 2001            |                 | No es va disputar                                |                             |                    |                   |
| 2002            | 30a             | RCD Espanyol                                     | Sporting de Lisboa          |                    |                   |
| 2003            |                 | No es va disputar                                |                             |                    |                   |
| 2004            |                 | No es va disputar                                |                             |                    |                   |
| 2005            |                 | No es va disputar                                |                             |                    |                   |
| 2006            |                 | No es va disputar                                |                             |                    |                   |
| 2007            | 31a             | UD Almería                                       | Girona FC                   |                    |                   |
| 2008            | 32a             | Reial Mallorca                                   | Girona FC                   |                    |                   |
| 2009            | 33a             | RCD Espanyol                                     | Girona FC                   |                    |                   |
| 2010            | 34a             | FC Barcelona B                                   | Girona FC                   |                    |                   |
| 2011            | 35a             | Girona FC                                        | FC Barcelona B              |                    |                   |
| 2012            | 36a             | Sevilla FC                                       | Girona FC                   |                    |                   |
| 2013            | 37a             | RCD Espanyol                                     | Girona FC                   |                    |                   |
| 2014            | 38a             | Girona FC                                        | UE Llagostera               |                    |                   |
| 2015            | 39a             | Girona FC                                        | RCD Espanyol                |                    |                   |
| 2016            | 40a             | Olympique de Marsella                            | Girona FC                   |                    |                   |
| 2017            | 41a             | Girona FC                                        | Manchester City FC          |                    |                   |
| 2018            | 42a             | Girona FC                                        | Tottenham Hotspur FC        |                    |                   |
| 2019            | 43a             | Montpellier HSC                                  | Girona FC                   |                    |                   |
| 2020            |                 | No es va disputar per la Pandèmia de coronavirus |                             |                    |                   |
| 2021            | 44a             | Llegendes GFC                                    | Barça Legends               |                    |                   |
| 2022            | 45a             | Girona FC                                        | Club Bolívar                |                    |                   |
| 2023            | 46a             | Girona FC                                        | SS Lazio                    |                    |                   |
| 2024            | 47a             | Girona FC Genuine                                | RCD Espanyol Special        |                    |                   |
| 2025            | 48a             | Girona FC                                        | Wolverhampton Wanderers FC  |                    |                   |

## Palmarès
| Rànquing Costa Brava   | Rànquing Costa Brava |
| Equip                  | Títols               |
| ---------------------- | -------------------- |
| Girona FC              | 17                   |
| UE Figueres            | 3                    |
| RCD Espanyol           | 3                    |
| UE Olot                | 2                    |
| FC Barcelona           | 2                    |
| CD Banyoles            | 2                    |
| FC Barcelona B         | 2                    |
| San Lorenzo de Almagro | 1                    |
| Granada CF             | 1                    |
| VfB Stuttgart          | 1                    |
| Elx CF                 | 1                    |
| CA Osasuna             | 1                    |
| AZ'67                  | 1                    |
| Reial Societat         | 1                    |
| Palamós CF             | 1                    |
| UE Lleida              | 1                    |
| UD Almería             | 1                    |
| Reial Mallorca         | 1                    |
| Sevilla FC             | 1                    |
| Olympique de Marsella  | 1                    |
| Montpellier HSC        | 1                    |
| Llegendes GFC          | 1                    |
| Girona FC Genuine      | 1                    |